# إيفون غوزمان
إيفون غوزمان (بالإسبانية: Ivonne Guzmán)‏ هي ملحنة ومغنية وممثلة أرجنتينية، ولدت في 10 سبتمبر 1984 في بوغوتا في كولومبيا.

## وصلات خارجية
- إيفون غوزمان على موقع IMDb (الإنجليزية)
- إيفون غوزمان على موقع ميوزك برينز (الإنجليزية)
- إيفون غوزمان على موقع قاعدة بيانات الفيلم (الإنجليزية)